# Rosafuria
Rosafuria è un film TV del 2003, diretto da Gianfranco Albano tratto da un romanzo di Patrizia Zappa Mulas. In un condominio napoletano si intrecciano le storie di Rosa, figlia della portinaia, e di Vita, giunta a Napoli dal nord.

## Trama
A Napoli si incontrano due adolescenti, Rosa figlia della portinaia di un palazzo borghese e Vita, di buona famiglia appena arrivata da una città del Nord. Le ragazze hanno un rapporto inizialmente di diffidenza, ma la gravidanza di Rosa (che nasconde un segreto) le renderà unite oltre quanto potessero immaginare.